# Marguerite Norris
Marguerite Norris (née le 16 février 1927 et morte le 11 mai 1994) est la première présidente et propriétaire d'un club de LNH.

## Biographie
Marguerite Norris est la présidente et propriétaire des Red Wings de Détroit de 1952 à 1955. Elle a été la première femme à avoir son nom gravé sur la Coupe Stanley en 1954 et 1955. Elle est la fille de James Norris et la sœur de Bruce Norris tous deux également présidents et propriétaires des Red Wings et membres du temple de la renommée de la Ligue nationale de hockey. Elle meurt le 11 mai 1994 d'une défaillance cardiaque.